# Reserva Extrativista Marinha do Pirajubaé
A reserva extrativista marinha do Pirajubaé é uma unidade de conservação brasileira de uso sustentável da natureza localizada na Baía Sul da Ilha de Santa Catarina.
A reserva foi criada por demanda dos próprios pescadores da região em 20 de maio de 1992, através de Decreto Federal Nº 533. A área total da reserva equivale a 1 712 ha, dos quais 759 englobam manguezais e 953 área marítima, abrangendo coroas e bancos de areia. Pirajubaé foi a primeira reserva extrativista marinha criada no Brasil e sua administração cabe atualmente ao Instituto Chico Mendes de Conservação da Biodiversidade (ICMBio).

## Objetivos
A ReseX Pirajubaé tem como principais objetivos:
- a exploração autossustentável e a conservação dos recursos naturais renováveis pelos pescadores artesanais;
- valorizar o conhecimento, a cultura e a economia da população tradicional;
- proteger os ambientes naturais, necessários à manutenção da vida marinha na região, berçário natural de aves, peixes e crustáceos.

## Histórico
- Até fins da década de 1980 a extração do berbigão na região ocorria quase exclusivamente para fins de subsistência e era realizada através da "catação" com as mãos.
- A partir da década de 1980, a introdução de um petrecho de pesca conhecido como "gancho" permitiu o início da pescaria do berbigão para fins comerciais. O petrecho "gancho" foi um artefato introduzido pela empresa depuradora Maricá que tinha como objetivo o beneficiamento e a comercialização do berbigão para o sudeste do país.
- Projeto piloto da Fazenda marinha de Berbigão: com o objetivo de racionalizar a exploração do berbigão, a SUDEPE promoveu a criação experimental de uma fazenda marinha de bebrigão. Foi iniciado em 13 de maio de 1988 um projeto piloto que consistia na realização de estudos sobre os aspectos biológicos, tecnológicos e econômicos da extração do berbigão com a participação de pescadores da comunidade. O local escolhido foi o baixio das Tipitingas, área adjacente ao manguezal do Rio Tavares, atualmente chamdo banco principal ou banco A, que era somente acessível pelo mar e pouco explorado pela população extrativista.
- Com o advento da Conferencia Rio Eco 92, um grupo de extrativistas, para assegurar a continuidade do projeto piloto com o apoio técnico e financeiro, reivindicou ao Conselho Nacional de Populações Tradicionais (CNPT) a realização de um estudo que subsidiasse a criação de uma reserva extrativista na área. A proposta da RESEX abrangia a área do Baixio da Tipitingas, o manguezal do Rio Tavares e um baixio adjacente, denominado Praia de Base, que na realidade, constitui-se em uma única planície de maré.
- É criada a Reserva Extrativista Marinha do Pirajubaé através do Decreto Federal n° 533/92. Pirajubaé foi a primeira reserva extrativista marinha criada no Brasil.
- 2011: Criação do Conselho Deliberativo da RESEX Marinha do Pirajubaé.

## Extrativistas

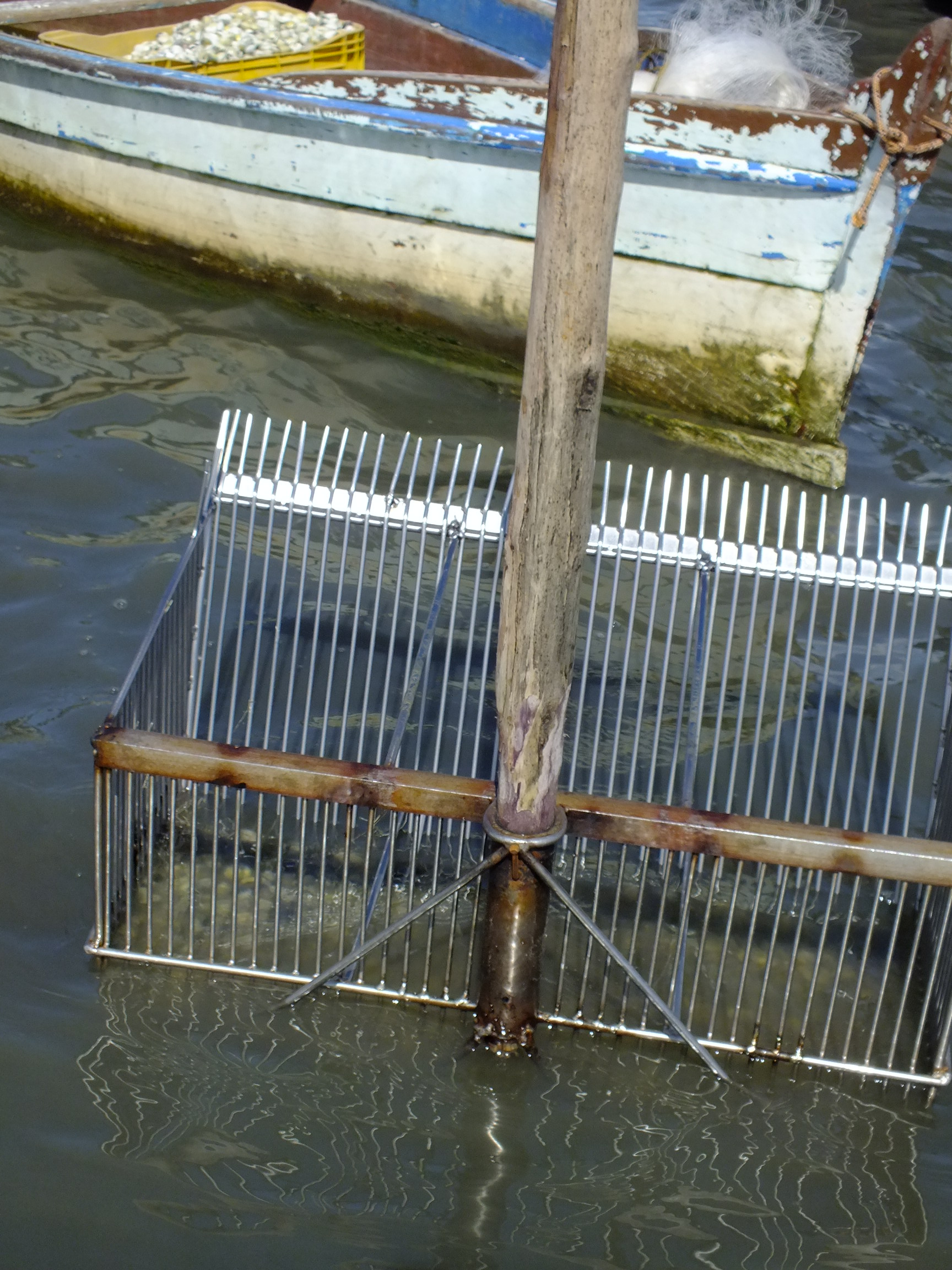
Rastel para coleta de berbigão

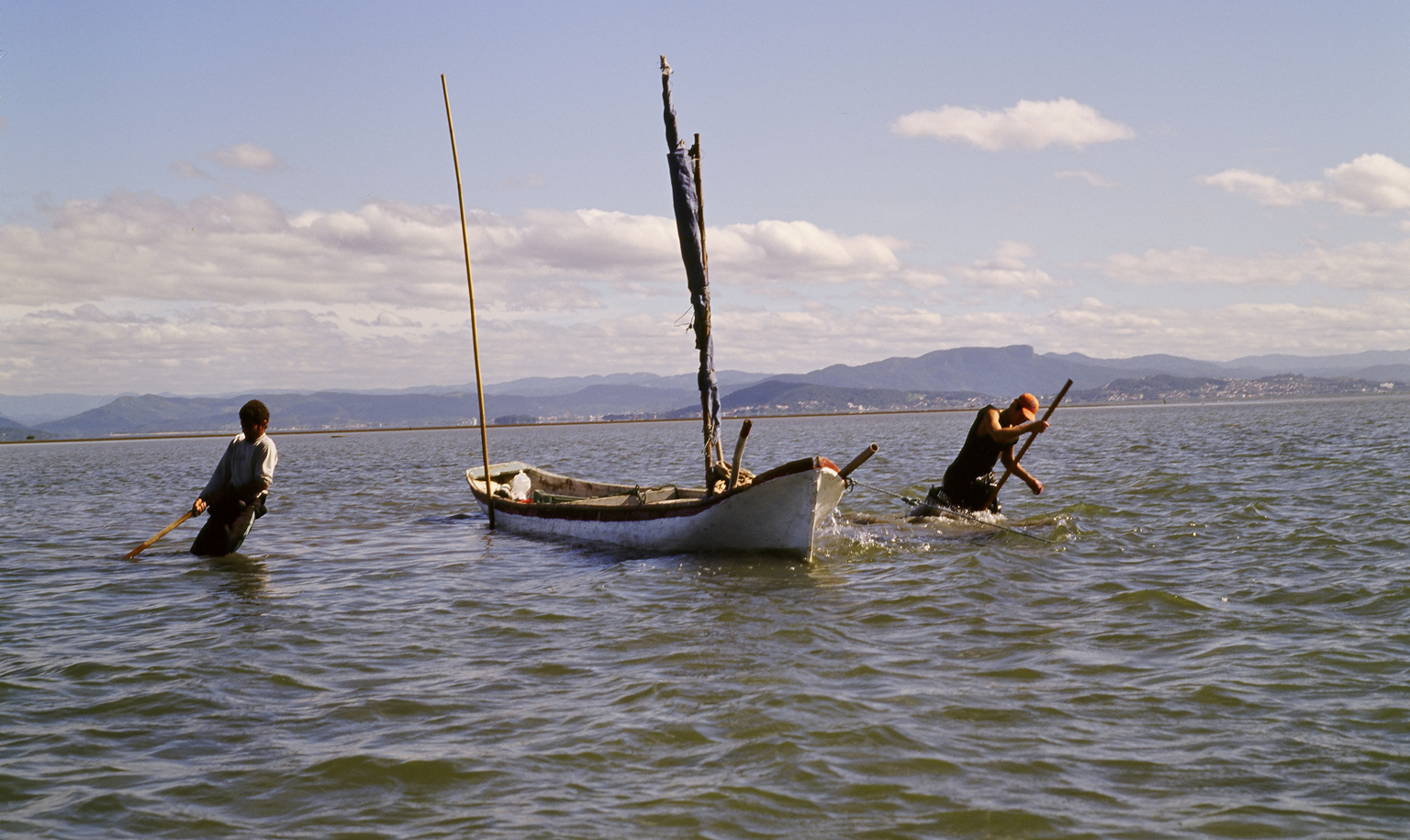
Pescadores no interior da reserva

Reservas Extrativistas são espaços territoriais que configuram uma territorialidade identificada a uma determinada população tradicional, legitimando as práticas e saberes que essa população detém a respeito do ecossistema, sobretudo no manejo produtivo da natureza.
O manejo dos recursos marinhos é fundamental para garantir sua exploração atual e pelas futuras gerações. Se o uso for inadequado, a tendência é a extinção desse recurso causando perdas incalculáveis relacionadas ao desaparecimento de seres vivos e ameaçando o modo de vida tradicional que compõe a história da região.
Os pescadores artesanais de Florianópolis têm no mangue e nos bancos de areia da RESEX, áreas que oferecem condições para reprodução, alimentação, e crescimento para diversas espécies de peixes, moluscos e crustáceos que são capturados comercialmente fora da unidade de conservação. Ou seja, indiretamente a RESEX Marinha do Pirajubaé contribui significativamente para manutenção dos estoques pesqueiros na região, visto que dispõe do maior e menos alterado manguezal da Baia Sul.

## Berbigão

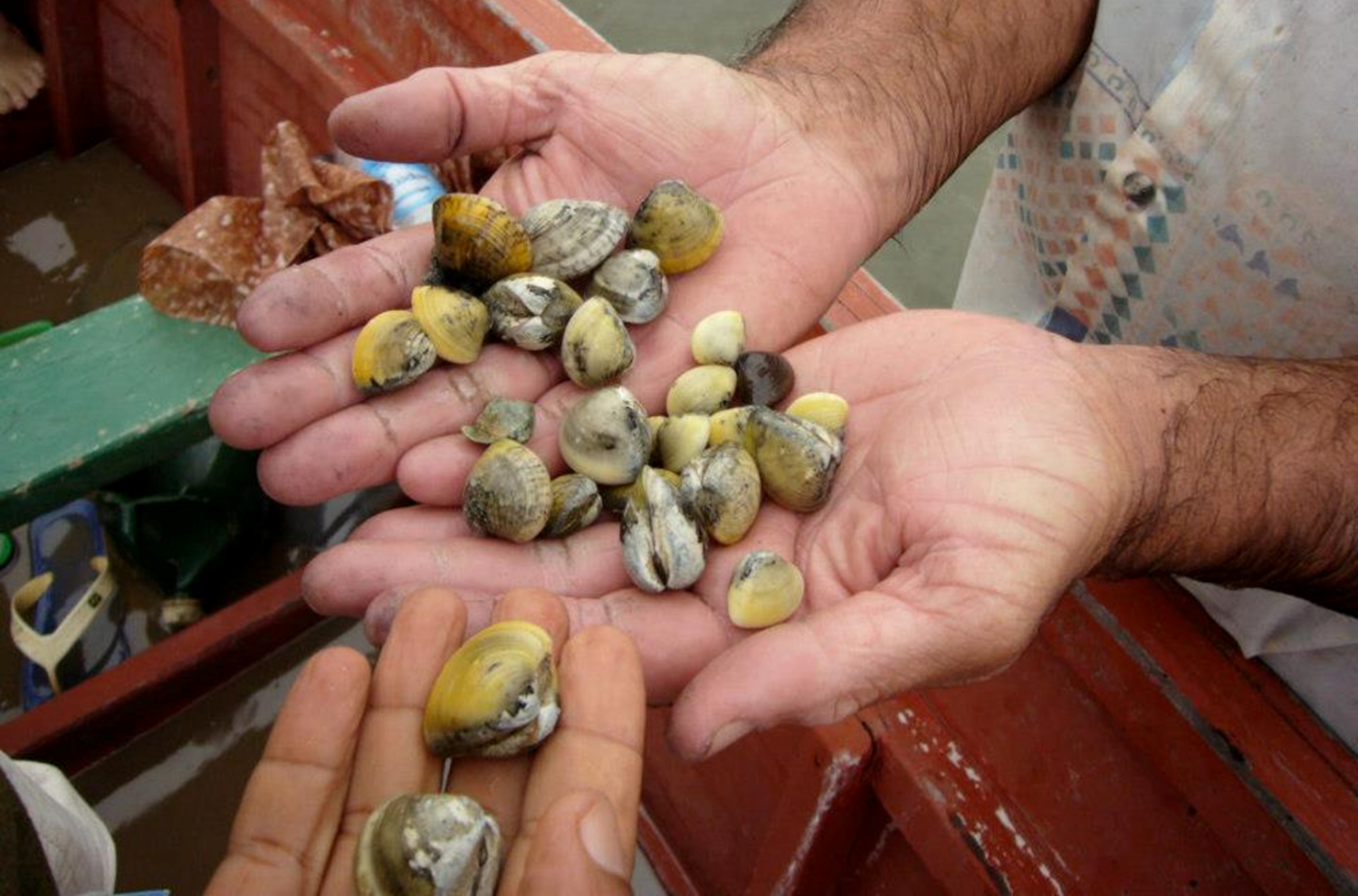
Bergigão ou amêijoa (Anomalocardia brasiliana)

Nos bancos de areia localizados no estuário do Rio Tavares, entre outras espécies, ocorre o molusco berbigão ou amêijoa (Anomalocardia brasiliana), principal recurso utilizado pelos extrativistas beneficiários da RESEX e pela população do entorno. A extração do berbigão é uma atividade tradicional na Costeira do Pirajubaé e se constitui uma alternativa de renda para muitas famílias.

## Rio Tavares

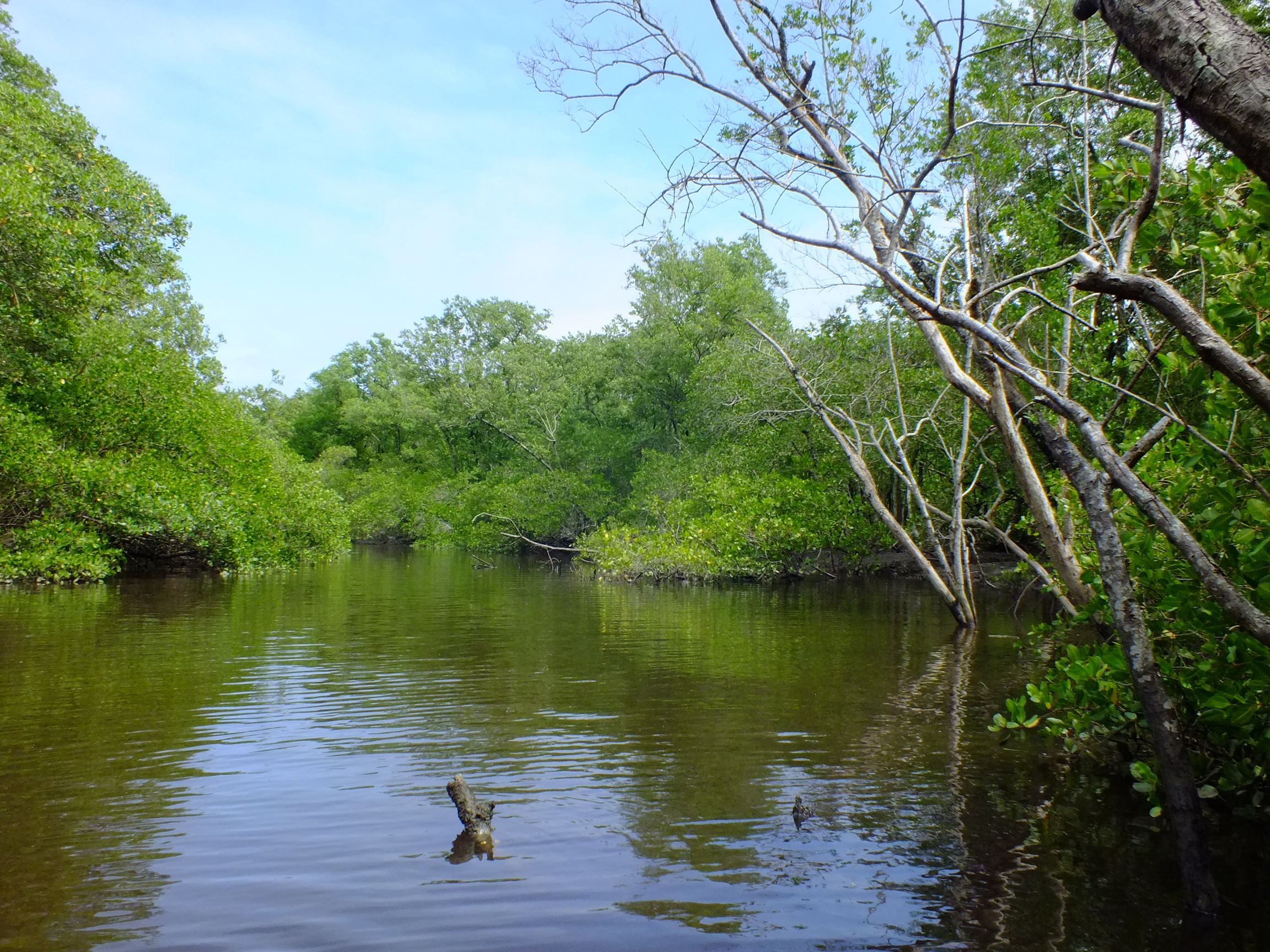
Rio Tavares

O rio Tavares nasce no Morro do Sertão e do Badejo e juntamente com o Ribeirão da Fazenda, seu principal afluente, forma a segunda maior bacia hidrográfica da Ilha de Santa Catarina com uma superfície de 48,64 km². Esses rios percorrem áreas de planície e são quase inteiramente navegáveis, desaguando na Baía Sul, após atravessar uma grande extensão de manguezal. Ao se juntarem formam o maior manguezal da Ilha com aproximadamente 8km², e um dos últimos grandes manguezais do limite austral de distribuição desse ecossistema, que praticamente circula o bairro Carianos e o aeroporto Hercílio Luz.

## Banhados

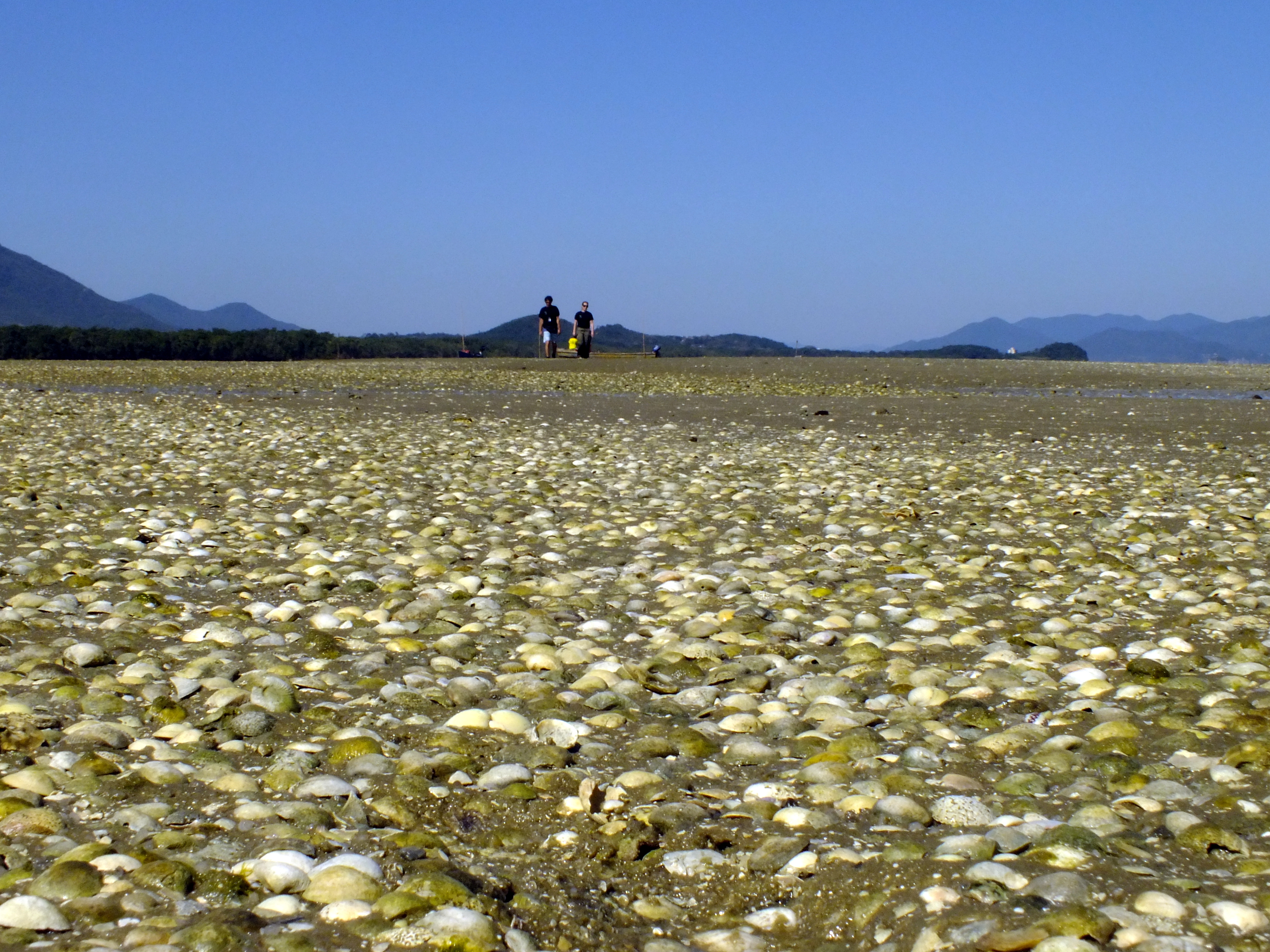
Banco de areia no interior do parque

Os banhados são áreas de transição entre a restinga e o manguezal. São áreas que sofrem constantes alagamentos, tanto da água doce dos rios e chuvas, quanto da água salgada do mar. Desta forma nessas áreas se desenvolve uma vegetação típica, composta principalmente por uma espécie de ciperácea (Cladium mariscus) e em menor quantidade o junco (Juncus acutus).
Essas áreas possuem uma importante função ecológica chamada regulação hídrica.  Nos eventos de grandes chuvas, os banhados absorvem o excesso de água, abrandando a velocidade de escoamento para o Rio Tavares, seus afluentes e planície contígua, e evitam os alagamentos nas áreas urbanas próximas. Em épocas de seca, por constituir um ecossistema com alta capacidade de retenção de água, semelhante a uma grande esponja reservatória hídrica, o banhado vai liberando água aos poucos, evitando a total seca do rio ligado a ele.

## Flora
No mangue da bacia do Rio Tavares podemos encontrar as três principais espécies arbóreas que compõem um manguezal: o mangue-branco (Laguncularia racemosa), o mangue-preto ou canoé (Avicennia schaueriana) e o mangue-vermelho ou sapateiro (Rhizophora mangle). Há ainda áreas ao longo do manguezal com concentração do capim-marinho (Spartina alterniflora) e diversos banhados com inúmeras outras espécies vegetais, além de microorganismos.

## Fauna

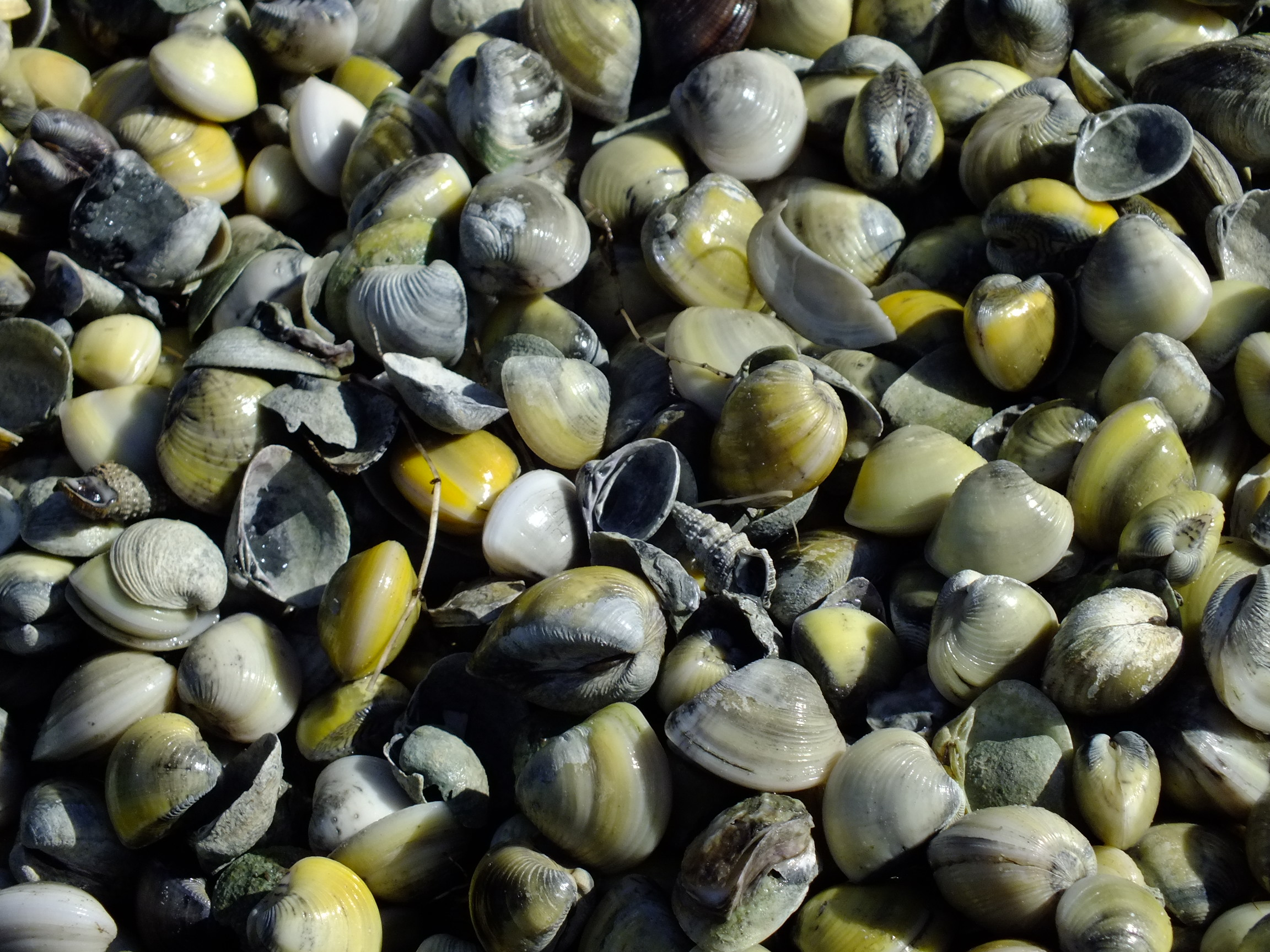
Bergigão ou amêijoa

Podemos encontrar na área da RESEX, além do berbigão, inúmeras espécies de moluscos, caranguejos, diversos invertebrados aquáticos, e uma grande variedade de peixes. Essa grande riqueza da fauna aquática propicia a vida de pequenos mamíferos que vivem e se alimentam no mangue e favorecem muito as aves. Essas, que são as mais facilmente observadas ao longo de todo o manguezal, são compostas por 180 espécies, sendo as garças, socós, tapicurus, colhereiros e biguás, as mais numerosas.

## Impactos e Ameaças
O intenso processo de urbanização em Florianópolis provoca impactos ambientais que vem colocando em risco, tanto o modo de vida tradicional quanto os ambientes naturais, por isso o papel da RESEX Pirajubaé na conservação do manguezal é fundamental para assegurar a biodiversidade e o modo de vida dos pescadores da região.